# Eva Klasson
Amiteera Klasson, född Eva Klasson 1947 i Brämhult utanför Borås, är en svensk fotograf. Hon anses som en centralgestalt i svensk fotohistoria och uppmärksammades internationellt på Centre Georges-Pompidou i Paris 1975.

## Biografi
Klasson växte upp på ett mindre familjejordbruk med föräldrar, bror och syster. Fadern var även husbyggare. I unga år drogs hon både till konsten och till det andliga; hennes första foton togs dock först i övre tonåren.
Hon var i tidig ålder elev till Christer Strömholm, ett antal veckor i slutet av 1960-talet. Denne rådde henne att flytta till Paris för att där verka som frilansfotograf, dit hon flyttade efter sjuårig flickskola i Borås och en tid som assistent och kopist i Göteborg.
I Paris debuterade hon 1975 med Le Troisième angle ('Den tredje vinkeln'), en samling sällsamma självporträtt som ställdes ut på Centre George-Pompidou. Självporträtten har beskrivits som både intima och frånstötande närbilder av kroppen i form av ett "böljande landskap". Det sågs som ett tydligt närmande av fotografin till konsten. Detta sätt att arbeta utifrån sin egen kropp sågs som något helt nytt inom fotokonsten, men något som konstnärer i alla genrer senare anammat.
Senare följde utställningar i New York och Rom. Hennes två bildserier i slutet av 1970-talet hade teman som smärta respektive mat och matsmältning.
Endast några år senare, 1984, lämnade hon dock fotografikonsten och flyttade till USA. Äktenskapet med en fransk poet hade lett till separation, och hennes syn på det konstnärliga skapandet hade påverkats av hennes konsumtion av hasch.
År 2013 bodde hon med make och dotter i Uganda. Från sent 1980-tal hade Klasson tillhört en grupp människor som följt gurun Bambi Baaba och hans vision om en plats i Afrika.
Under senare år har hon återupptagit sitt arbete med de tidigare fotoserierna.